# Antônio Pompêo
Antônio Pompêo (São José do Rio Preto, 23 de fevereiro de 1953 – Rio de Janeiro, 5 de janeiro de 2016) foi um ator e artista plástico brasileiro.
Foi Diretor de Promoção, Estudos, Pesquisas e Divulgação da Cultura Afro-Brasileira
da Fundação Palmares, ligada ao Ministério da Cultura do Brasil.

## Biografia
Estreou no cinema em Xica da Silva (1976), de Carlos Diegues. Entre o fim dos anos 70 e começo dos 80, fez diversos filmes.
Em 1985, interpretou Budião na série Tenda dos Milagres baseado no livro de Jorge Amado. 
Em 2001 esteve no elenco do filme O Xangô de Baker Street (2001), de Miguel Faria Jr., baseado no livro de Jô Soares.
Em 2011 esteve no elenco da telenovela "Rebelde" atuando como Alceu.
Era um dos idealizadores do Projeto A Cor da Cultura que se converteu em material de apoio pedagógico em todo o território nacional para a formação de docentes e estudantes em História e Cultura afro-brasileiras e foi presidente do Centro de Documentação e Informação do Artista Negro (CIDAN).
Em 5 de janeiro de 2016, o corpo do ator foi encontrado sem vida no apartamento onde morava, em Guaratiba no Rio de Janeiro.

## Carreira
| Ano  | Título                             | Personagem        |
| ---- | ---------------------------------- | ----------------- |
| 2012 | Balacobaco                         | Álvaro Amaral     |
| 2011 | Rebelde                            | Alceu Alves       |
| 2008 | Chamas da Vida                     | Seu Aderbal       |
| 2005 | Prova de Amor                      | Amadeus           |
| 2003 | A Casa das Sete Mulheres           | João Congo        |
| 1998 | Pecado Capital                     | Percival          |
| 1996 | O Rei do Gado                      | Dominguinhos      |
| 1995 | Tocaia Grande                      | Robustiano        |
| 1994 | A Viagem                           | Paulinho          |
| 1993 | Fera Ferida                        | Joaquim dos Anjos |
| 1993 | Mulheres de Areia                  | Servilio          |
| 1992 | Pedra sobre Pedra                  | Padre Otoniel     |
| 1990 | A História de Ana Raio e Zé Trovão | Delegado          |
| 1990 | Rosa dos Rumos                     | Carijó            |
| 1990 | Mãe de Santo                       | Tobias            |
| 1990 | Escrava Anastácia                  | Adeaô             |
| 1989 | Kananga do Japão                   | Pai Alabá         |
| 1987 | O Outro                            | Batista           |
| 1986 | Sinhá Moça                         | Justino           |
| 1985 | Tenda dos Milagres                 | Budião            |
| 1985 | O tempo e o vento                  | Severino          |
| 1984 | A Máfia no Brasil                  |                   |
| 1982 | Lampião e Maria Bonita             | Sabonete          |
| 1980 | Plumas & Paetês                    | Antônio           |
| 1975 | A Moreninha                        | Rafael            |
| 1975 | Senhora                            | João de Deus      |

No Cinema
| Ano  | Título                       | Personagem          | Dirigido por          |
| ---- | ---------------------------- | ------------------- | --------------------- |
| 1976 | Xica da Silva                | Mucamo              | Carlos Diegues        |
| 1978 | O Cortiço                    | Pataca              | Francisco Ramalho Jr. |
| 1978 | Se Segura, Malandro!         | Aderbal             | Hugo Carvana          |
| 1980 | Parceiros da Aventura        | Vigia               | José Medeiros         |
| 1982 | Escalada da Violência        | Ventania            | Mílton Alencar        |
| 1984 | Quilombo                     | Zumbi               | Carlos Diegues        |
| 1984 | Nunca Fomos Tão Felizes      | Vendedor de hot-dog | Murilo Salles         |
| 2001 | O Xangô de Baker Street      | Mukumbe             | Miguel Faria Jr.      |
| 2001 | Condenado à liberdade        | Agente Lopes        | Emiliano Ribeiro      |
| 2002 | Seja o que Deus Quiser!      | Vendedor            | Murilo Salles         |
| 2004 | Quase Dois Irmãos            | Jorginho            | Lúcia Murat.          |
| 2007 | O Homem Que Desafiou o Diabo | Chico Rabelê        | Moacyr Góes           |